# Martin Lachkovics
Martin Lachkovics (né le 25 janvier 1975 à Vienne) est un athlète autrichien (spécialiste du relais) et un spécialiste du bobsleigh. Il a représenté l'Autriche aux Jeux olympiques de 1996 et de 2000.
Il a commencé le bobsleigh en 2006 où il a obtenu des podiums en Coupe du monde. Il est détenteur du record d'Autriche sur 4 × 100 m.